# Rachesa
Rachesa is een geslacht van vlinders van de familie nachtpauwogen (Saturniidae), uit de onderfamilie Ceratocampinae.

## Soorten
- R. adusta (Rothschild, 1907)
- R. breteuili (Bouvier, 1927)
- R. caucensis Lemaire, 1969
- R. nisa (Druce, 1904)
- R. reventador Lemaire, 1975